# Maarten Voogel
Maarten Voogel (1957) is een Nederlandse danser en producent. Hij is sinds 1988 directeur van Opus One Theaterproducties.
Voogel is sinds 1987 producent van Opus One en een van de oprichters van deze groep. Hij begon op niet al te jonge leeftijd met zijn theaterdans-opleiding bij de Stichting European School of Jazz Dance. Tijdens die opleiding danste Voogel, van 1980 tot 1987, onder leiding van Benjamin Feliksdal mee in verschillende dans-producties van de Theater Dance Workshop Company.